# Komodo (film)
Pour les articles homonymes, voir Komodo.
Pour plus de détails, voir Fiche technique et Distribution.
Komodo est un film d'horreur australo-américain réalisé par Michael Lantieri (en), sorti en 1999.

## Synopsis
Patrick, un jeune garçon, retourne sur une île où ses parents sont morts il y a quelques années avec le docteur Juno. Malheureusement, il s'aperçoit que des varans de Komodo sont sur cette île, et qu'ils aiment la chair humaine...

## Fiche technique
- Titre : Komodo
- Réalisation : Michael Lantieri (en)
- Scénario : Hans Bauer (en) et Craig Mitchell
- Production : Tony Ludwig, Alan Riche, Chris Brown, Devesh Chetty, Chris Davis, Cammie Morgan et Richard Vane
- Sociétés de production : Komodo Film Productions Pty. Ltd. et Scanbox Asia Pacific Ltd.
- Budget : 15 millions d'AUD
- Musique : John Debney
- Photographie : David Burr
- Montage : Michael Fallavollita
- Décors : George Liddle
- Pays d'origine :  Australie,  États-Unis
- Format : Couleurs - 1,85:1 - Dolby Digital - 35 mm
- Genre : Horreur
- Durée : 86 minutes
- Dates de sortie : 15 septembre 1999 (festival de Toronto), 19 juillet 2000 (France), 8 août 2000 (sortie vidéo États-Unis)
- Film interdit aux moins de 12 ans lors de sa sortie en France

## Distribution
- Jill Hennessy : Victoria
- Billy Burke : Oates
- Kevin Zegers : Patrick Connally
- Paul Gleeson : Denby, l'assistant de Oates
- Nina Landis : Annie, la tante de Patrick
- Michael Edward-Stevens (V.F.:Jacques Martial) : Martin Gris, l'opérateur du ferry
- Simon Westaway : Bracken, l'exécutif de Pontiff Oil
- Bruce Hughes : Mr Connally, le père de Patrick
- Jane Conroy : Mme Connally, la mère de Patrick
- Melissa Jaffer : la grand-mère de Patrick
- Brian McDermott : le shérif Gordon
- Nique Needles : le hippie du flashback

## Autour du film
- Le tournage s'est déroulé à Brisbane et Moreton Island, en Australie.
- La chanson Sultans of Swing est interprétée par Dire Straits.